# Departamento de Parques y Recreación de la Ciudad de Nueva York
El New York City Department of Parks and Recreation (Departamento de Parques y Recreación de la Ciudad de Nueva York) es el departamento municipal de la ciudad de Nueva York, Estados Unidos, encargado del mantenimiento de los espacios verdes de la ciudad. El organismo tiene igualmente mantener por vocación la diversidad ecológica, y establecer espacios verdes públicos disponibles para los habitantes de la ciudad. La superficie total de espacios mantenidos por el organismo es de 113 km², repartidos entre 1700 parques, terrenos de juegos, en los cinco boroughs. El mayor parque administrado por el departamento es el Pelham Bay Park, situado al norte de El Bronx (con una superficie de 11 km²), mientras que otros parques como el Central Park, Prospect Park y Flushing Meadows-Corona Park dependen igualmente de él.

## Galería de fotos

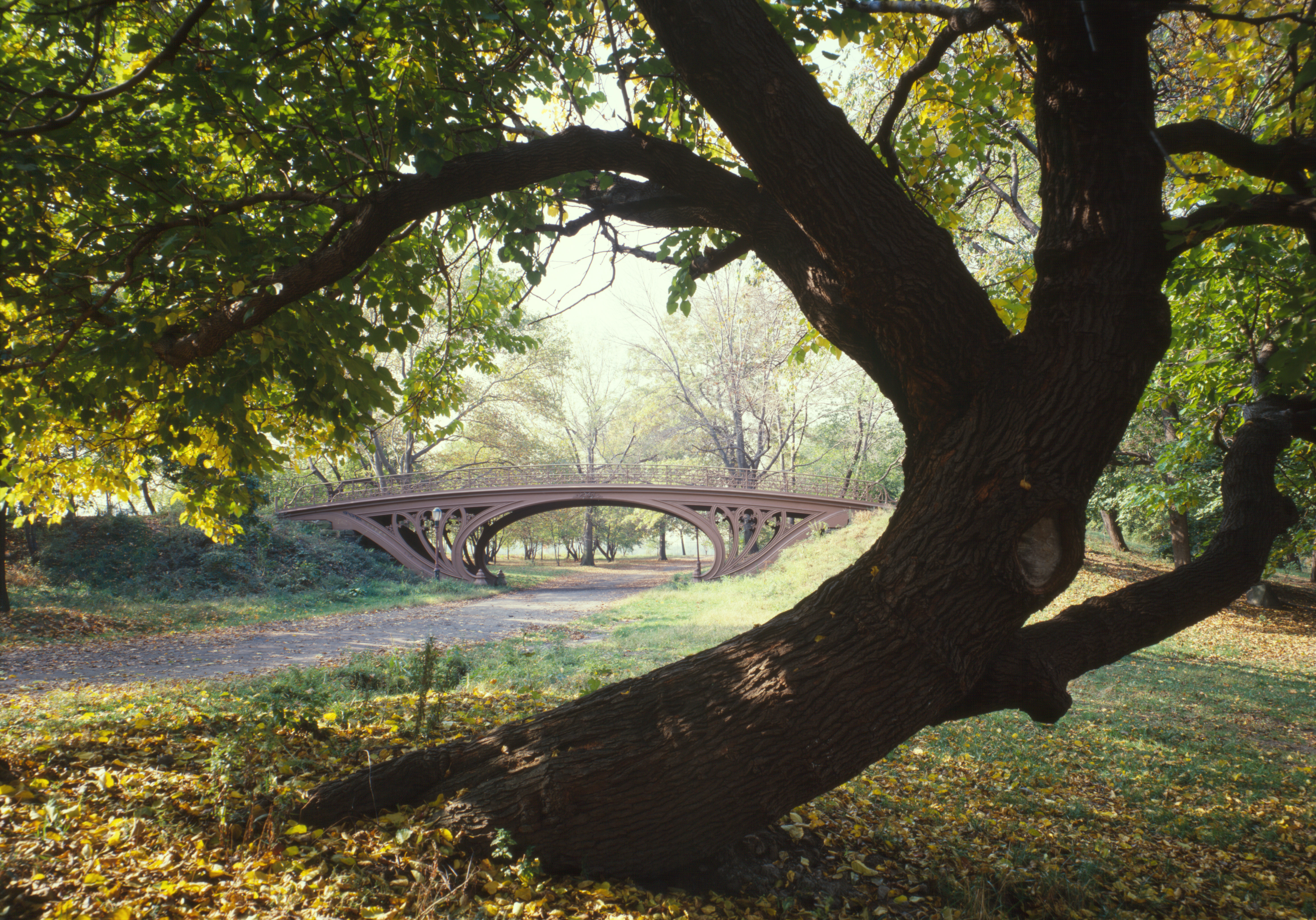
Central Park
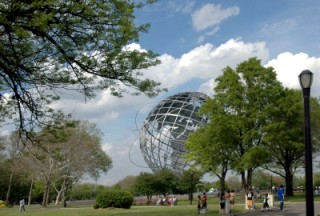
Flushing Meadows-Corona Park
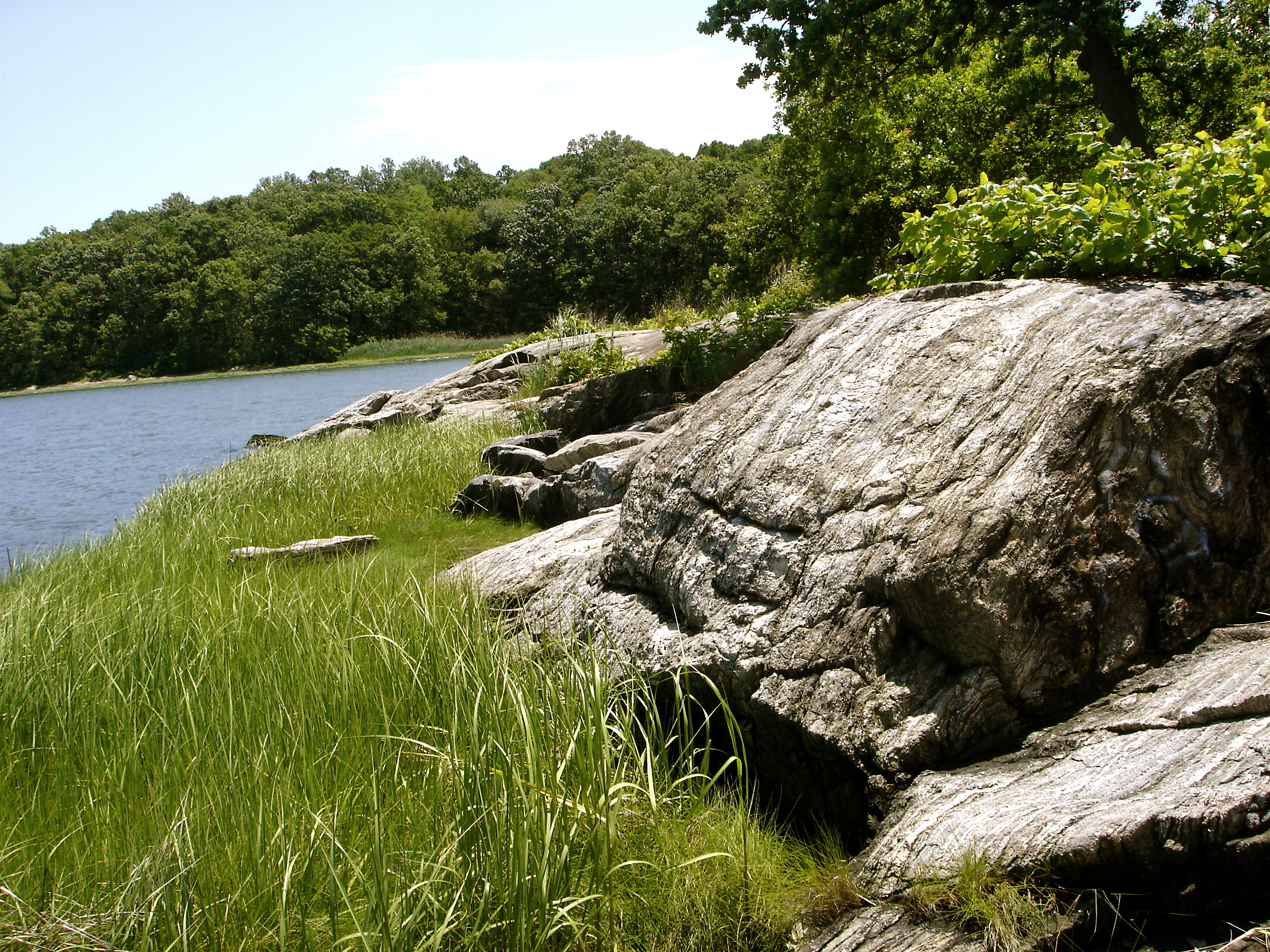
Pelham Bay Park
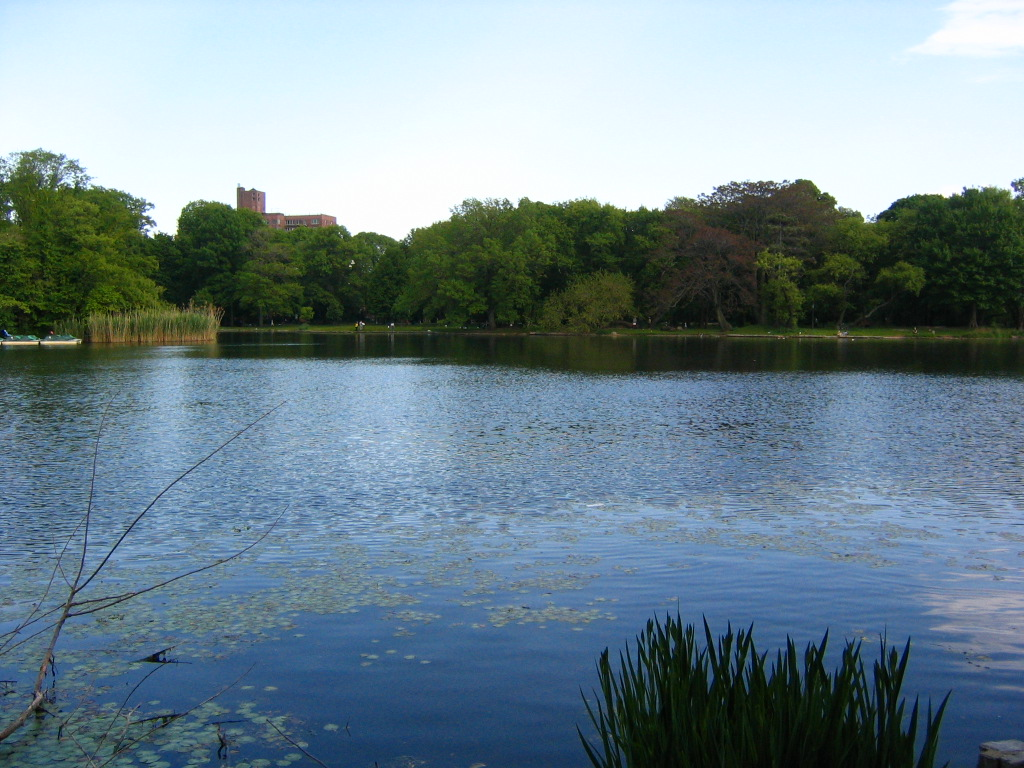
Prospect Park
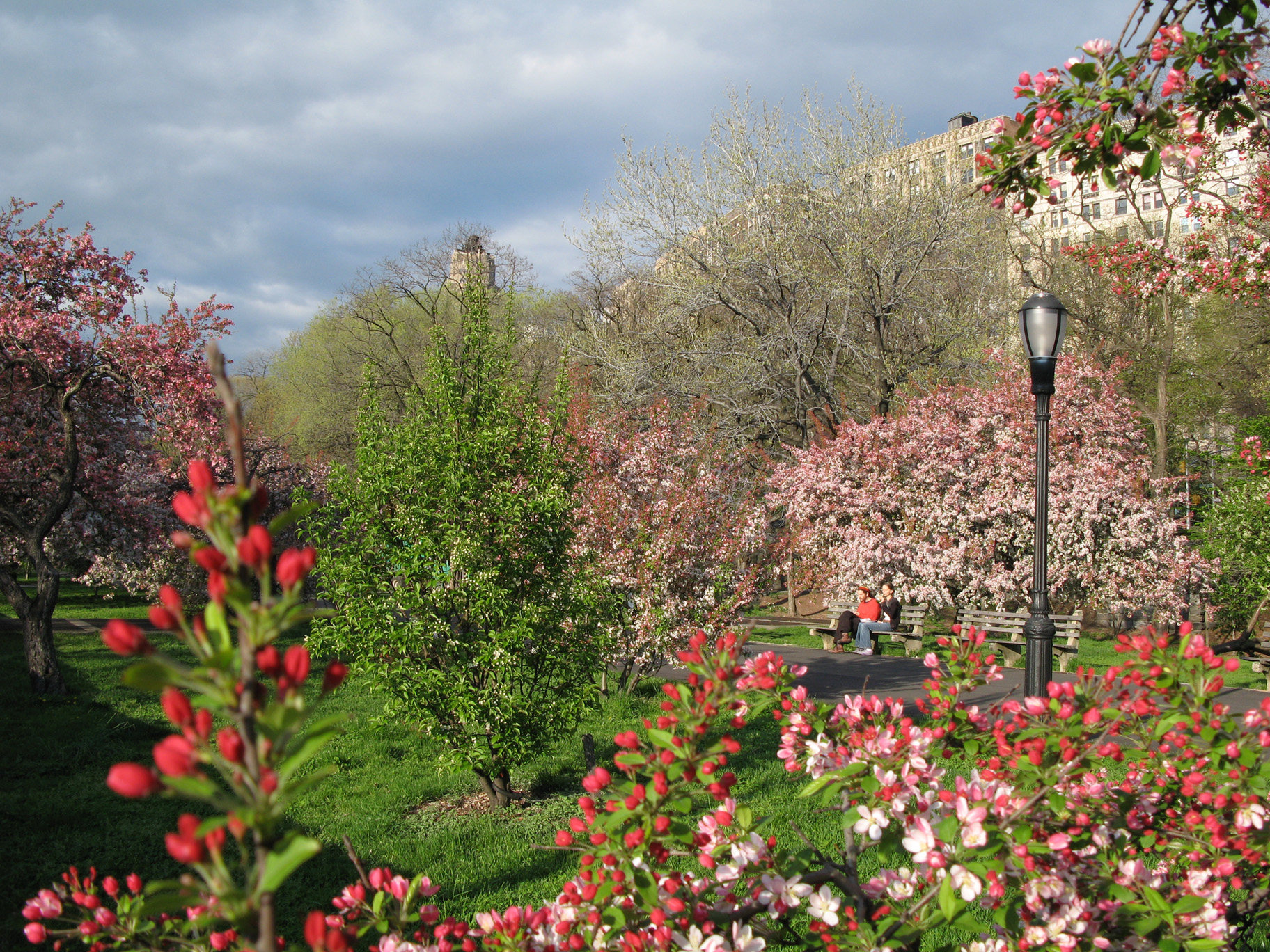
Riverside Park
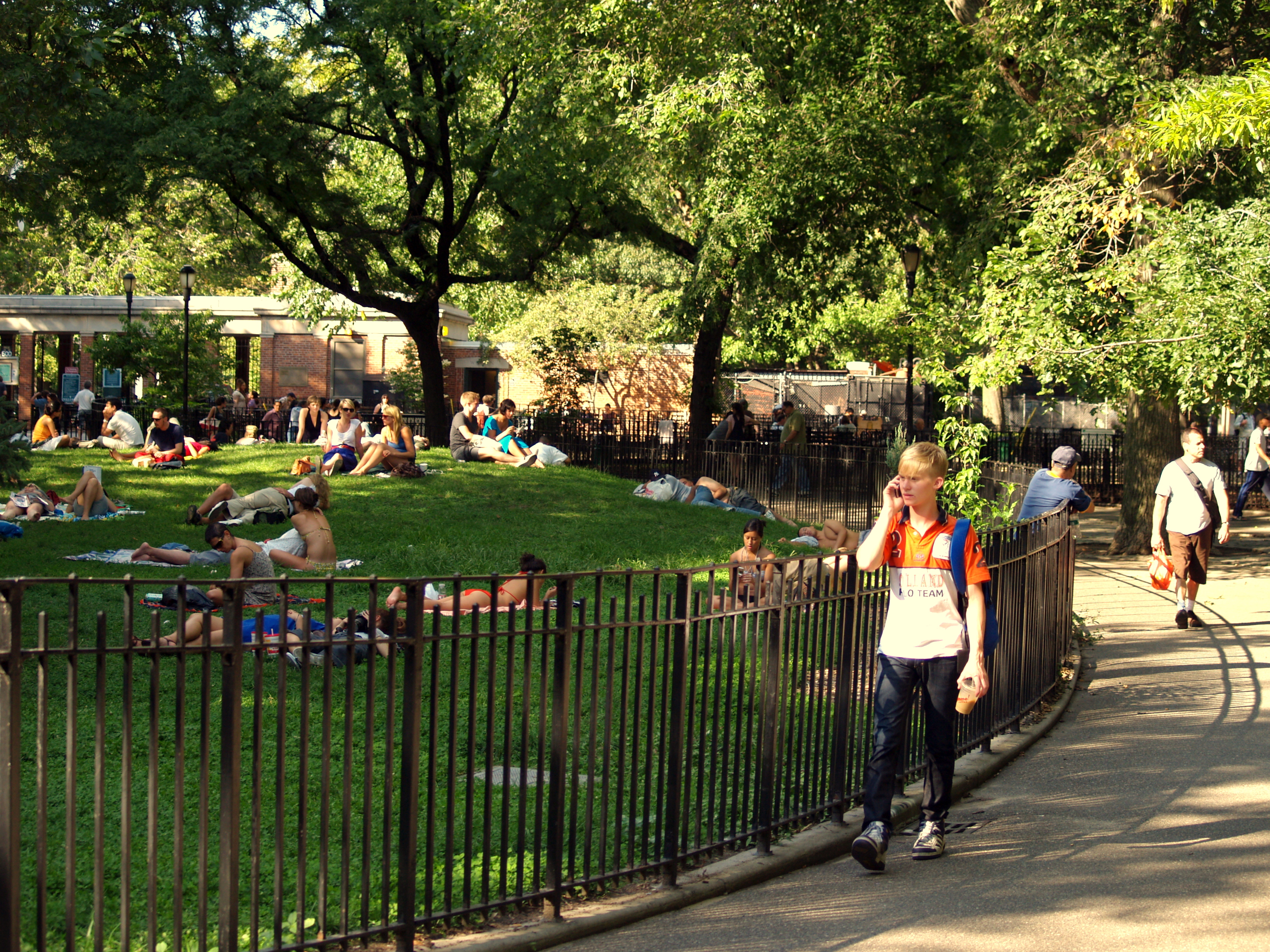
Tompkins Square Park
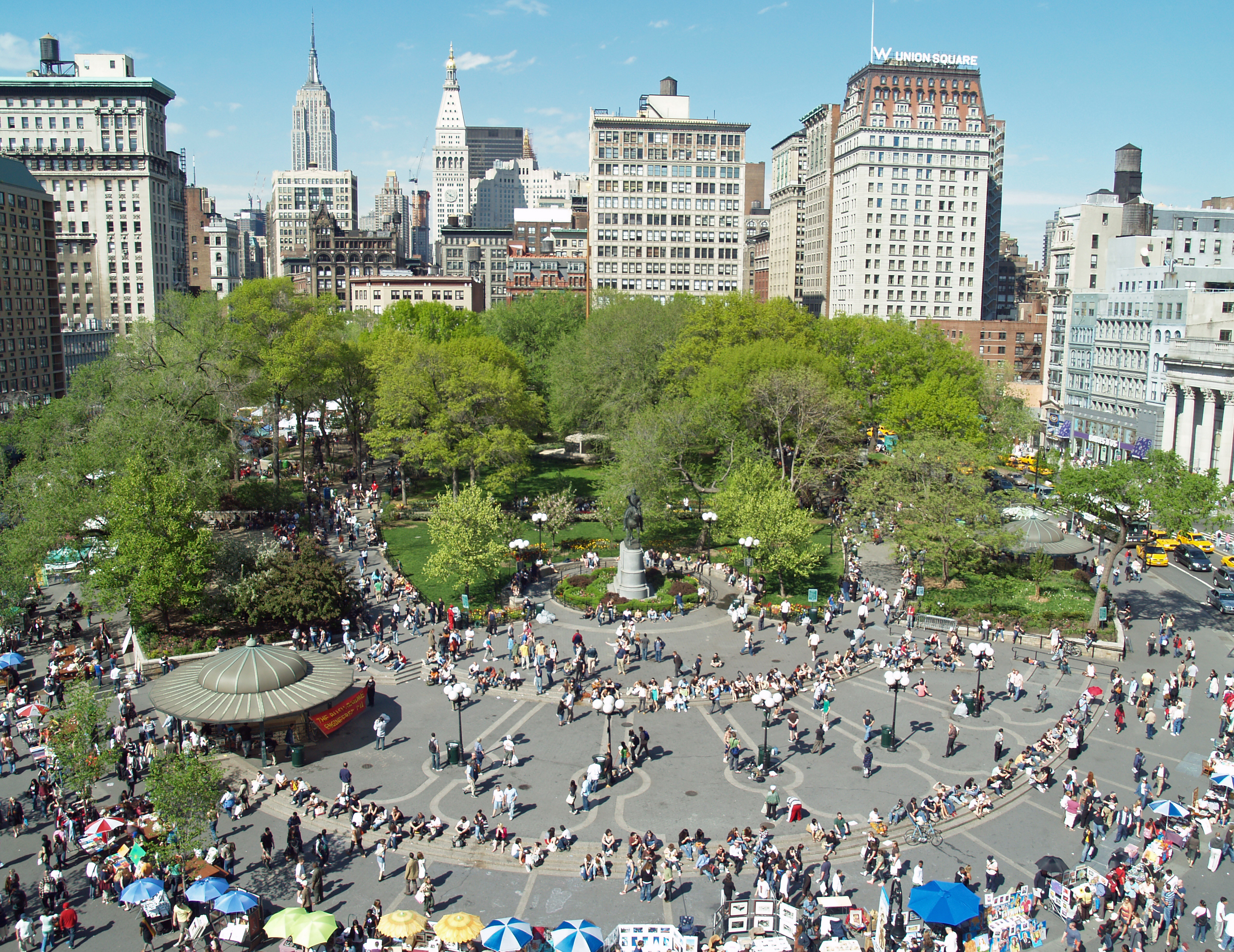
Van Cortlandt Park
Washington Square Park